# Gustaf Wilhelm Palm

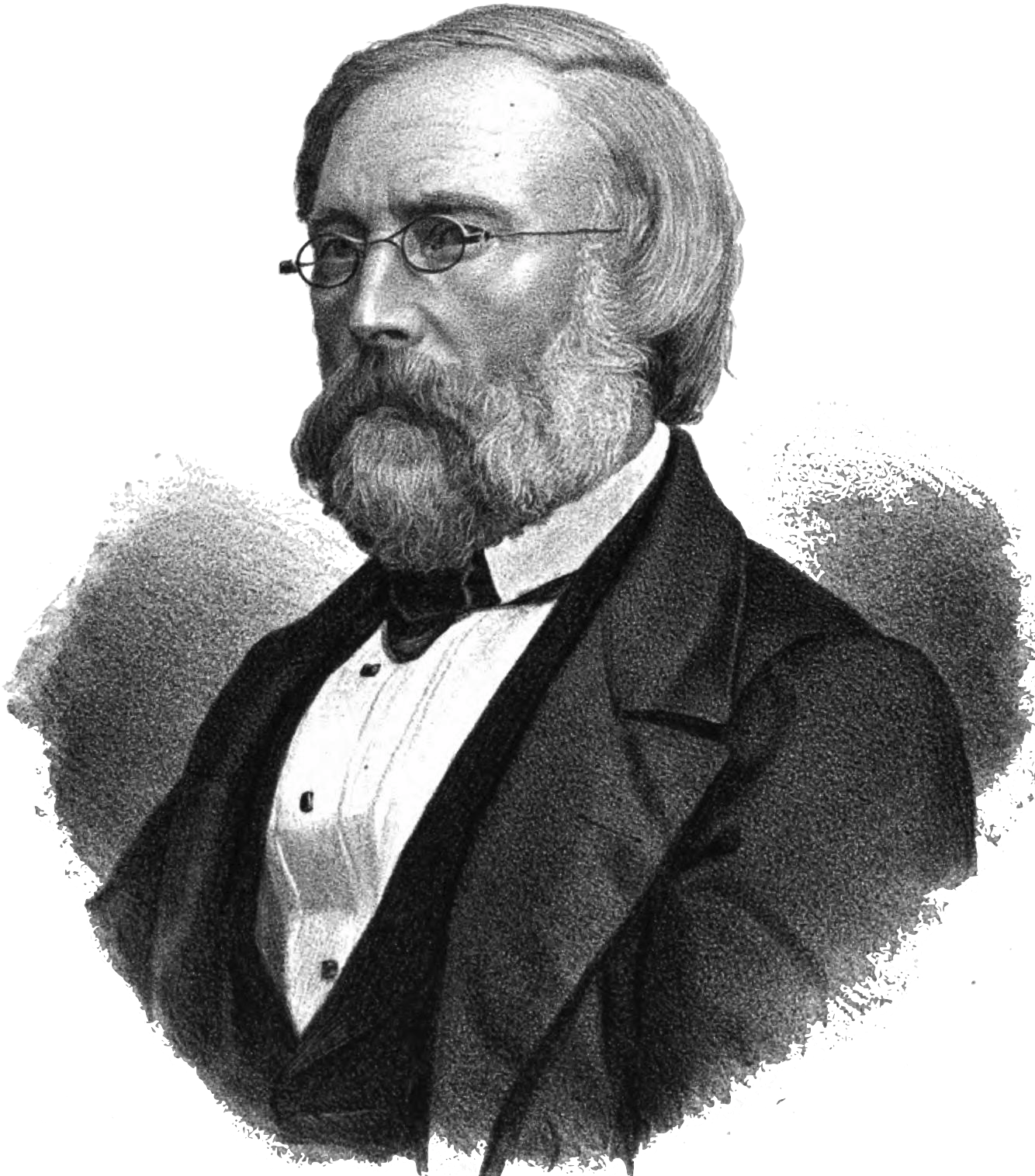
Gustaf Wilhelm Palm

Gustaf Wilhelm Palm (granja cerca de Kristianstad, 14 de marzo de 1810-Estocolmo, 20 de septiembre de 1890) fue un pintor paisajista y profesor de arte sueco.

## Biografía
Tras sus estudios primarios, un amigo de la familia lo ayudó a formarse con Anders Arvid Arvidsson quien le enseñó dibujo en Lund y además lo recomendó al botánico Carl Adolph Agardh, e ilustró así uno de sus libros. Más tarde estudió en la Real Academia Sueca de las Artes y siguió ilustrando libros científicos para sufragarse sus estudios, como por ejemplo, y sobre todo, los del zoólogo Sven Nilsson.
Sus primeros cuadros fueron paisajes románticos que muestran la clara influencia de Carl Johan Fahlcrantz. Tras un viaje a Noruega en 1833, con el conde  Michael Gustaf Anckarsvärd que incursionaba en la litografía, se dejó influir por Johan Christian Dahl y empezó a mostrar la naturaleza de forma más realista. Este cambió culminó en su libro de litografías de 1837.
Ese año fue a Berlín para tratarse una enfermedad ocular y más tarde viajó más por Alemania asentándose después en Viena dos años y llegando a Roma en 1840. Ese invierno fue a Venecia donde comenzó a bosquejar un cuaderno que llevó a Roma. En total, pasó once años en Italia, donde formó a gran parte de la comunidad sueca de artistas, muy importante antes del auge de la Escuela de Düsseldorf.
En 1851, pasó por España y París al regresar a Suecia. Al año siguiente, lo nombraron miembro de la Real Academia, donde impartió clases desde 1859. Sus alumnos lo llamaban"Palma Vecchio", y por eso empezó a firmar sus cuadros con una palmera. Desde 1880 fue profesor emérito.
En 1856, se casó con Eva Sandberg, hija del profesor Johan Gustaf Sandberg. Su hija, Anna Palm de Rosa, fue también pintora. 
Sus obras pueden verse en el Museo Nacional de Estocolmo, en el Museo de Bellas Artes de Gotemburgo y en la biblioteca de la Universidad de Upsala.

## Galería

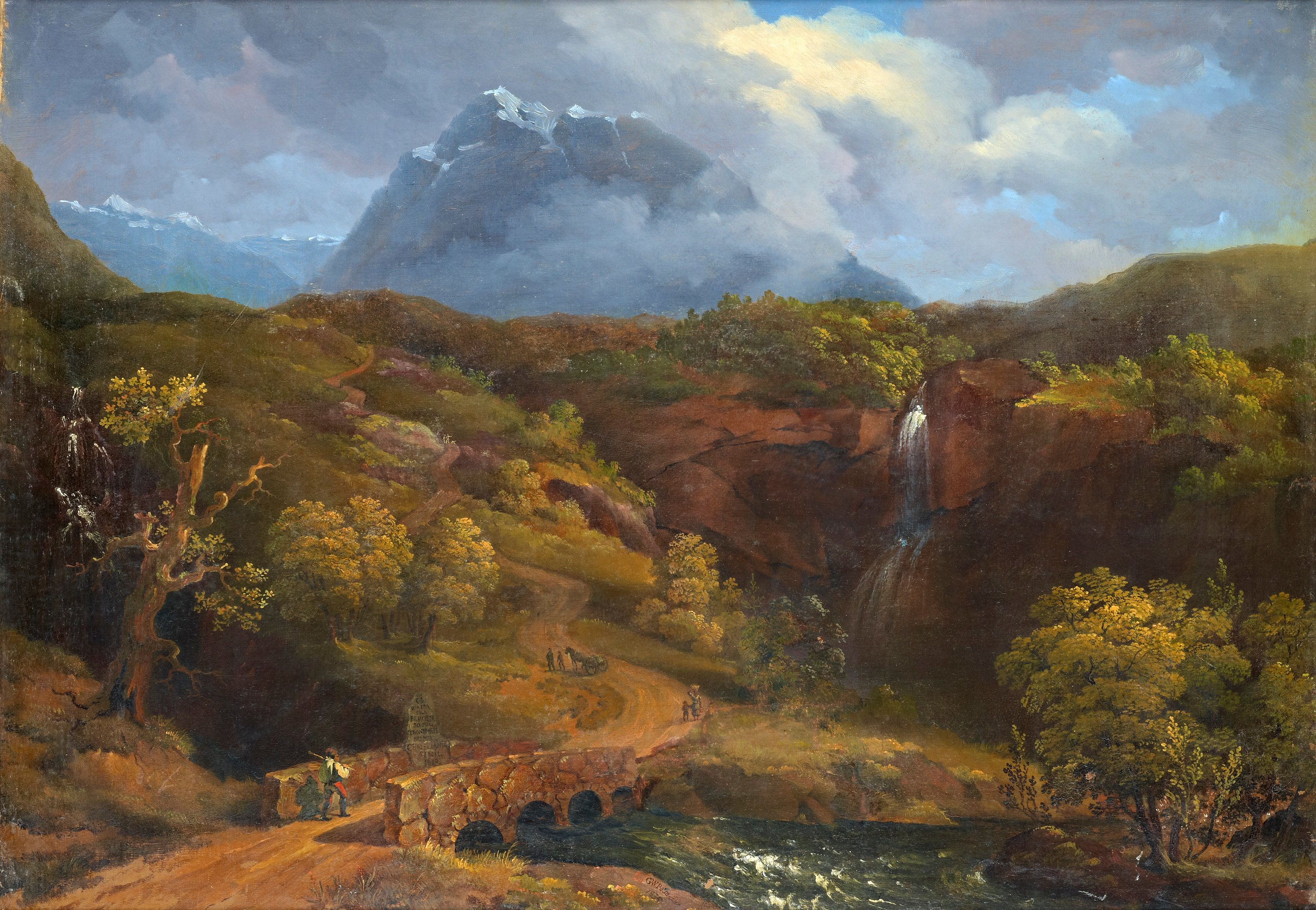
Motivo de Noruega (1835)
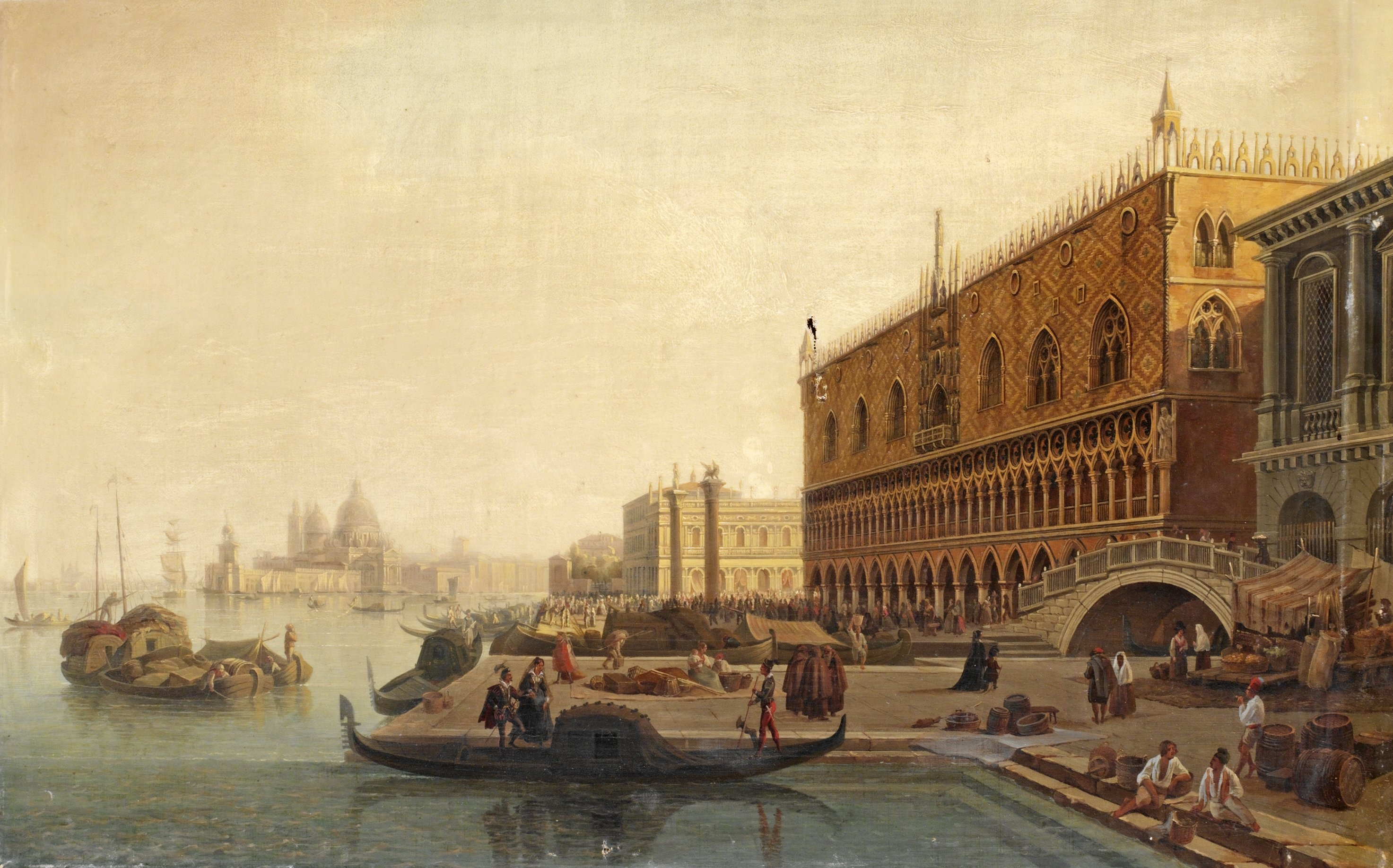
Vista de Venecia (1843)
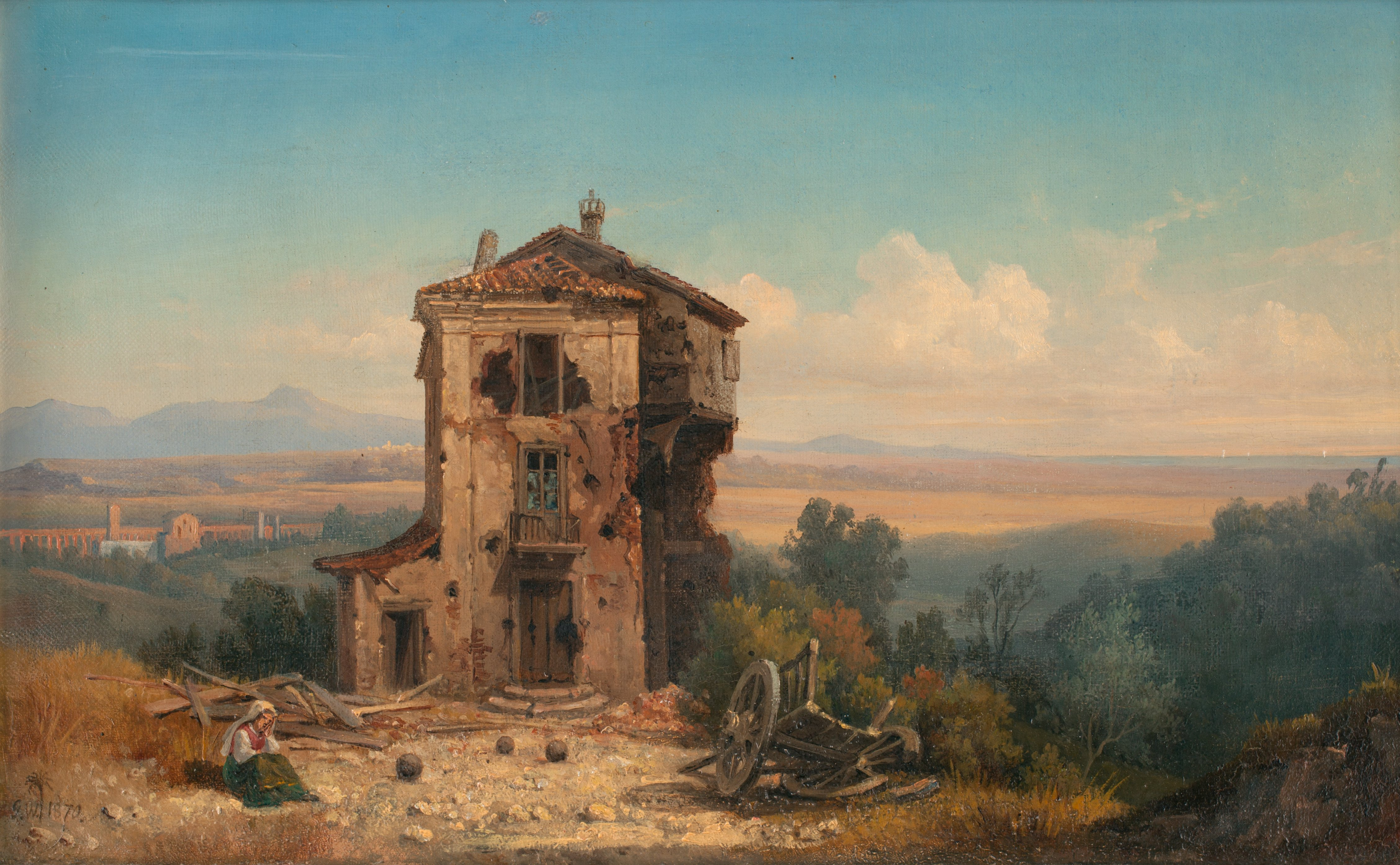
Campaña romana (1870)
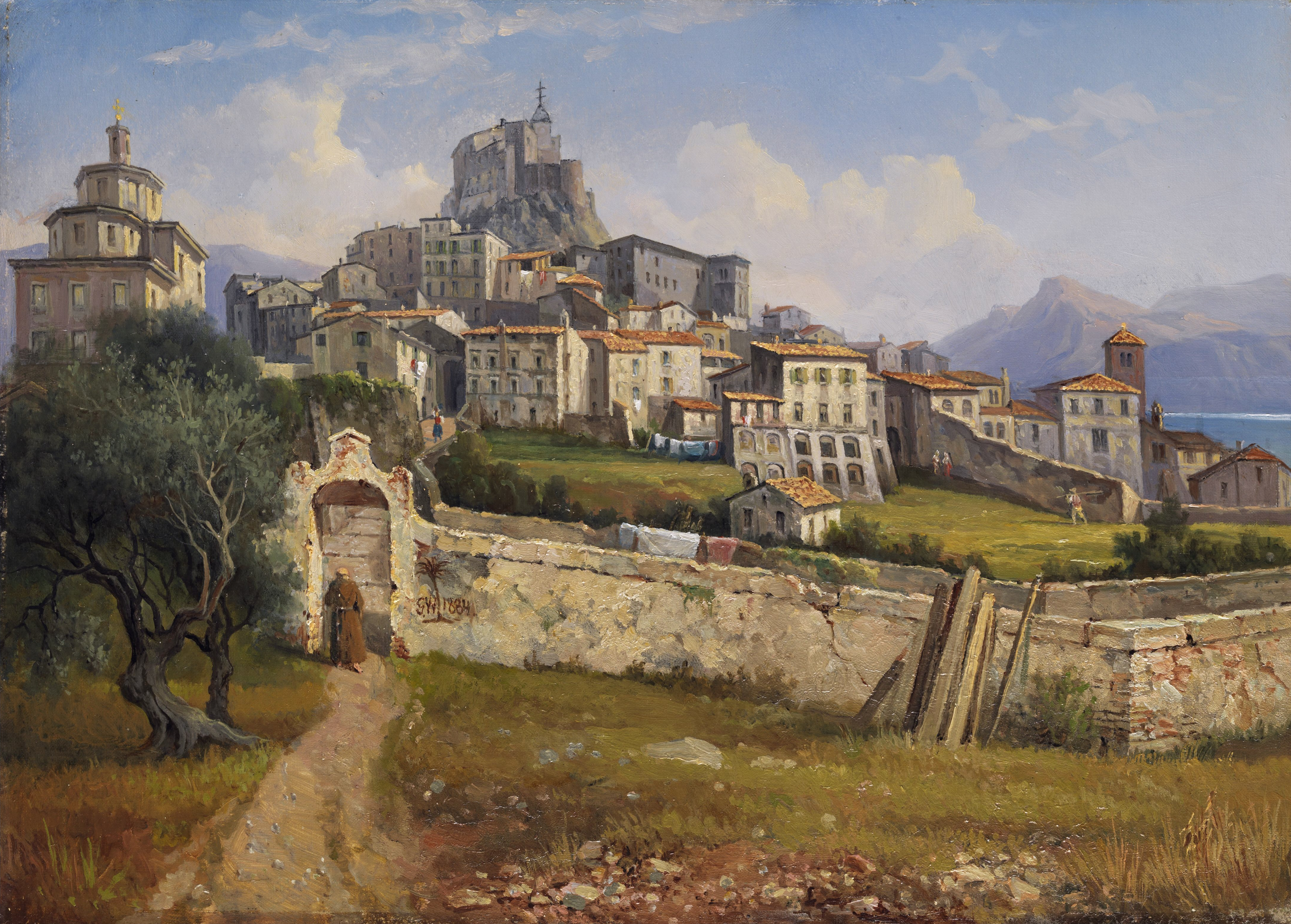
Vista de Subiaco (1884)